# Transeuropa Ferries
Transeuropa Ferries (TEF) exploiteerde een veerdienst tussen het Engelse Ramsgate en Oostende, België. Transeuropa Ferries N.V. is een dochtermaatschappij van Transeuropa Shipping Lines d.o.o. (TSL) uit Slovenië.
TEF heeft een commerciële overeenkomst gesloten met LD Lines om samen een vracht- en passagiersdienst te exploiteren op de Kanaal-route Ramsgate-Oostende. In eerste instantie begonnen zij samen met één schip. Deze overeenkomst is na een jaar stopgezet.
Op 18 april 2013 werden de activiteiten van het bedrijf gestaakt en op 25 april 2013 vroeg de rederij faillissement aan.

## Geschiedenis
Transeuropa Shipping Lines begon als een roro-vrachtdienst tussen Ramsgate en Oostende op 21 november 1998. Het bedrijf Transeuropa Ferries N.V. werd op 1 juni 2001 opgericht. Op 20 juli 2004 begon TEF een auto- en passagiersdienst op hetzelfde traject als aanvulling op de bestaande vrachtlijn.
Vanaf maart 2010 zijn TEF en LD Lines overeengekomen dat de Norman Spirit, die nu is herdoopt in Ostend Spirit, zal gaan varen op de lijn Ramsgate-Oostende. TEF zal het schip gaan exploiteren op basis van een langetermijncharter. Het schip zal varen met de LD- en TEF-kleuren.
De samenwerking werd na één jaar echter vroegtijdig stopgezet. De "Ostend Spirit" is met haar grote passagiersruimte niet echt geschikt voor de lijn Oostende-Ramsgate, die hoofdzakelijk een vrachtverbinding is.
Op 18 april 2013 stopte de rederij met afvaarten en een week later, op 25 april, werden de procedures gestart om het faillissement aan te vragen.

## Schepen en bemanning
De schepen van TEF zijn vaak vernoemd naar planten: Oleander, Larkspur ("ridderspoor") en Gardenia. De schepen Eurovoyager en Ostend Spirit zijn uitzonderingen op deze gewoonte. Eerdere schepen hebben namen als Begonia, Laburnum ("goudenregen"), MV Primrose ("sleutelbloem", "teunisbloem") en MV Wisteria ("blauweregen").
De schepen van TEF werden gehuurd van diverse eigenaren en regelmatig werden schepen in de voor TEF minder drukke zomermaanden doorverhuurd aan rederijen die op Noord-Afrika varen. Andere schepen zijn na TEF op vastere basis naar deze rederijen gegaan.

### Laatste vloot
Volgens de database van The Ferry Site had TEF nog twee schepen in actieve dienst.:

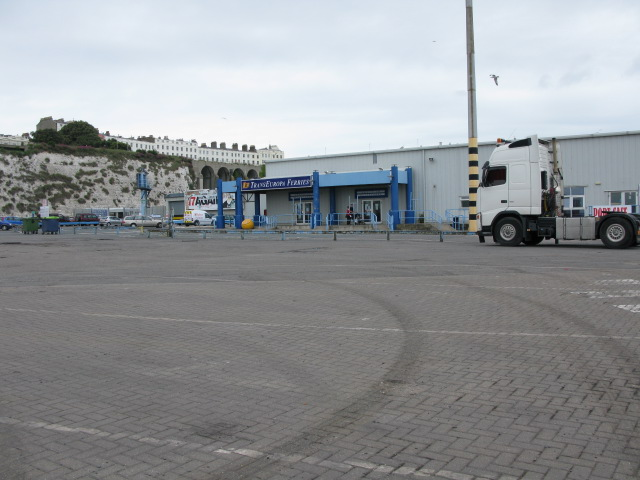
De TransEuropa ferry terminal in Ramsgate

- MV Larkspur (1999-) - voorheen Gedser / Viking 2 / Sally Sky / Eurotraveller, bouwjaar 1976.
- MV Gardenia (2002-) - voorheen European Enterpise / European Endeavour, bouwjaar 1977. met als laatste AIS melding van 17 april 2013; de laatste dag dat TEF vaarten uitvoerde[9]

Volgens de eigen website van TEF vaart o.a.de Primrose nog voor hen, terwijl die medio 2011 onder de naam Elegant I gesloopt is in India
In december 2012 nam TEF de veerboot Pride of Calais van P&O in huur. Omgedoopt tot Ostend Spirit zal deze vanaf het voorjaar 2013 gaan varen op de verbinding Oostende-Ramsgate.

### Vroegere schepen
- MV Wisteria - bouwjaar 1975 - (1995-2000) - gesloopt in India 2007 als MV Al Arabia
- MV Wisteria (2005-2006) - bouwjaar 1978 - voorheen MV Prinses Beatrix / MV Duc de Normandie
- MV Roseanne (1999-2003) - voorheen Reina del Cantabricio, gebouwd in 1982 voor Compania Naviera Astur, Gijon.
- MV Laburnum (1993-2003) - voorheen Free Enterprise V, gebouwd in 1970 voor Townsend Thoresen.
- MV Begonia (2002-2005) - voorheen European Clearway gebouwd in 1976 voor P&O Ferries
- MV Primrose (1998-2010) - voorheen Princesse Marie Christine (na in 2009 voor Comarit op Marokko gevaren te hebben weer retour aan TEF). In maart 2010 verkocht aan Italië voor sloop.[5]

- MV Oleander (2001-2010) - voorheen Pride of Free Enterprise / Pride of Bruges / P&OSL Picardy, bouwjaar 1980.
- MV Eurovoyager (1998-2010) - voorheen Prins Albert, bouwjaar 1978, Gesloopt in 2012.[11]
- MS Ostend Spirit (2010-2011) - voorheen Prins Filip, bouwjaar 1991
- MS Ostend Spirit (2012-2013) - voorheen Pride of Calais, gebouwd in 1987 in opdracht van P&O Ferries en gesloopt in 2013.

Free Enterprise
Het schip de MV Oleander heette oorspronkelijk Pride of Free Enterprise en is een zusterschip van de bij Zeebrugge vergane Herald of Free Enterprise. Ook de MV Laburnum is een voormalig schip van Townsend-Thoresen uit dezelfde naamreeks: de Laburnum heette oorspronkelijk Free Enterprise V

### Bemanning
In vergelijking met veel andere veerdiensten op het Kanaal, gebruikte TEF schepen van een oudere generatie. Het bedrijf vormde een alternatief voor de bekendere verbindingen tussen Dover en Calais. De meeste bemanningsleden aan boord van de TEF-schepen waren Oost-Europees, met name uit Kroatië en Slovenië, het land van het moederbedrijf.
Op de schepen werkten relatief veel bemanningsleden vergeleken bij de lijnen Dover-Calais, wat resulteert in een persoonlijkere benadering. Ook waren de prijzen van eten en drinken lager dan op de andere veerdiensten over Het Kanaal.
Na het faillissement van de rederij bleef het Sloveense en Kroatische personeel noodgedwongen aan boord van de schepen. Het duurde enkele dagen voordat ze naar huis konden.

## Vroegere rederijen
De route Ramsgate-Oostende werd voorheen geëxploiteerd door Sally Line, Holyman, Holyman Sally, Schiaffino en de Regie voor Maritiem Transport (RMT / Oostende Lines), waarvan TEF een aantal oude schepen in gebruik heeft gehad. 
Trans Europa Ferries is de achtste rederij op 15 jaar tijd die de boeken moet neerleggen in Oostende. Met het verlies van de laatst overgebleven rederij kwam er na een periode van 170 jaar een einde aan de dagelijkse overtochten naar het Verenigd Koninkrijk.
De haven van Oostende en Ramsgate, maar ook de VZW Restart, gingen sinds het einde van TEF op zoek naar een nieuwe operator. De rederij Seabourne Freight toonde in 2018 interesse om tussen Oostende en Ramsgate te gaan varen, maar dat ging niet door.

## Foto's

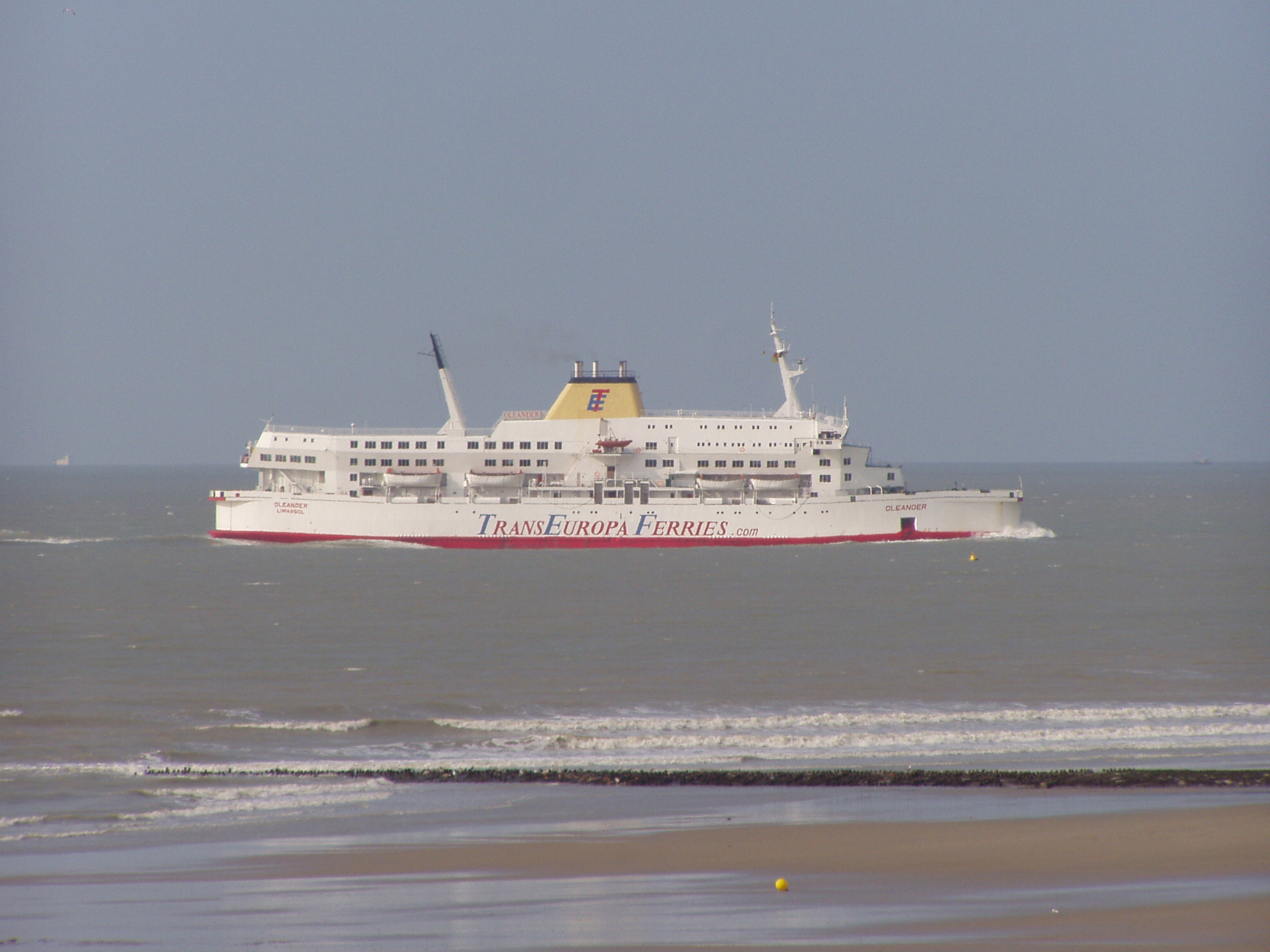
De Oleander bij Oostende, augustus 2005
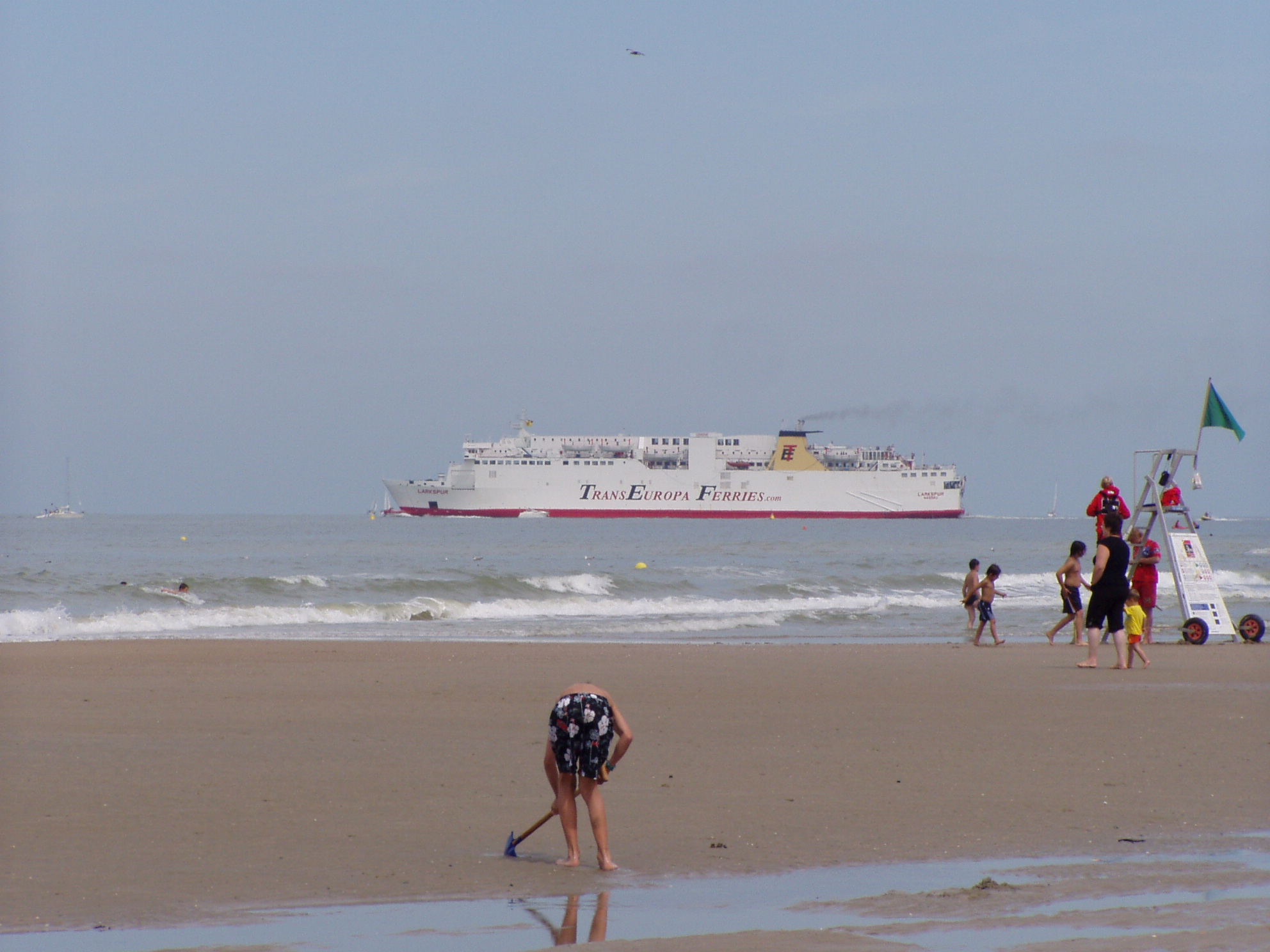
De Larkspur verlaat Oostende in 2006
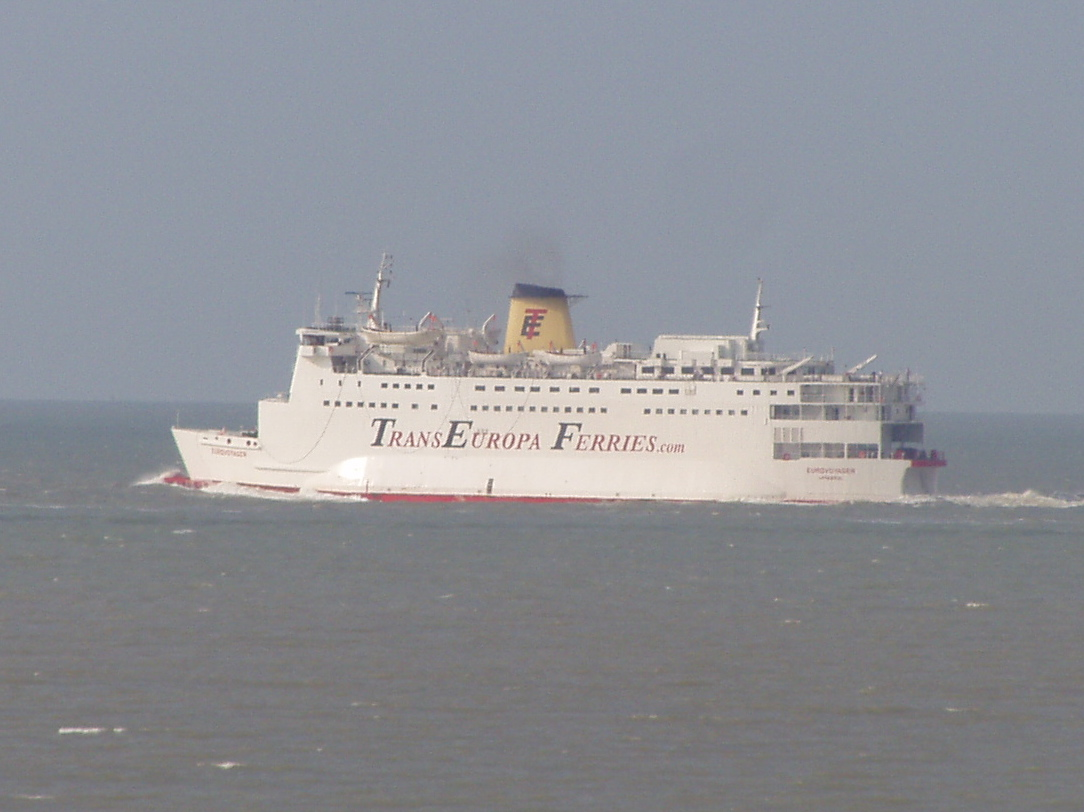
De Eurovoyager vertrekt uit Oostende, augustus 2005
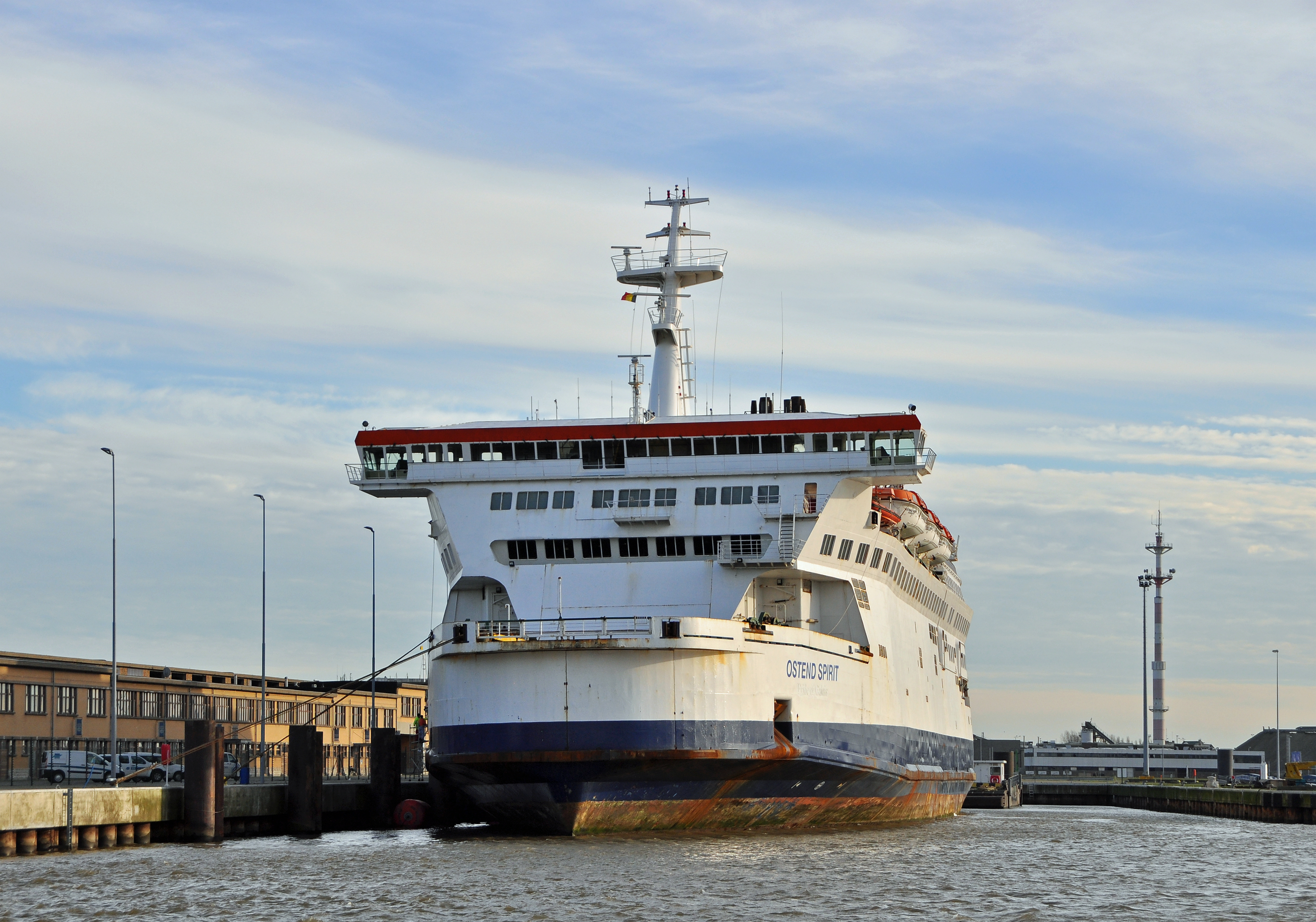
De Ostend Spirit (voorheen: Pride of Calais) in de haven van Oostende, december 2012